# Tenuidactylus

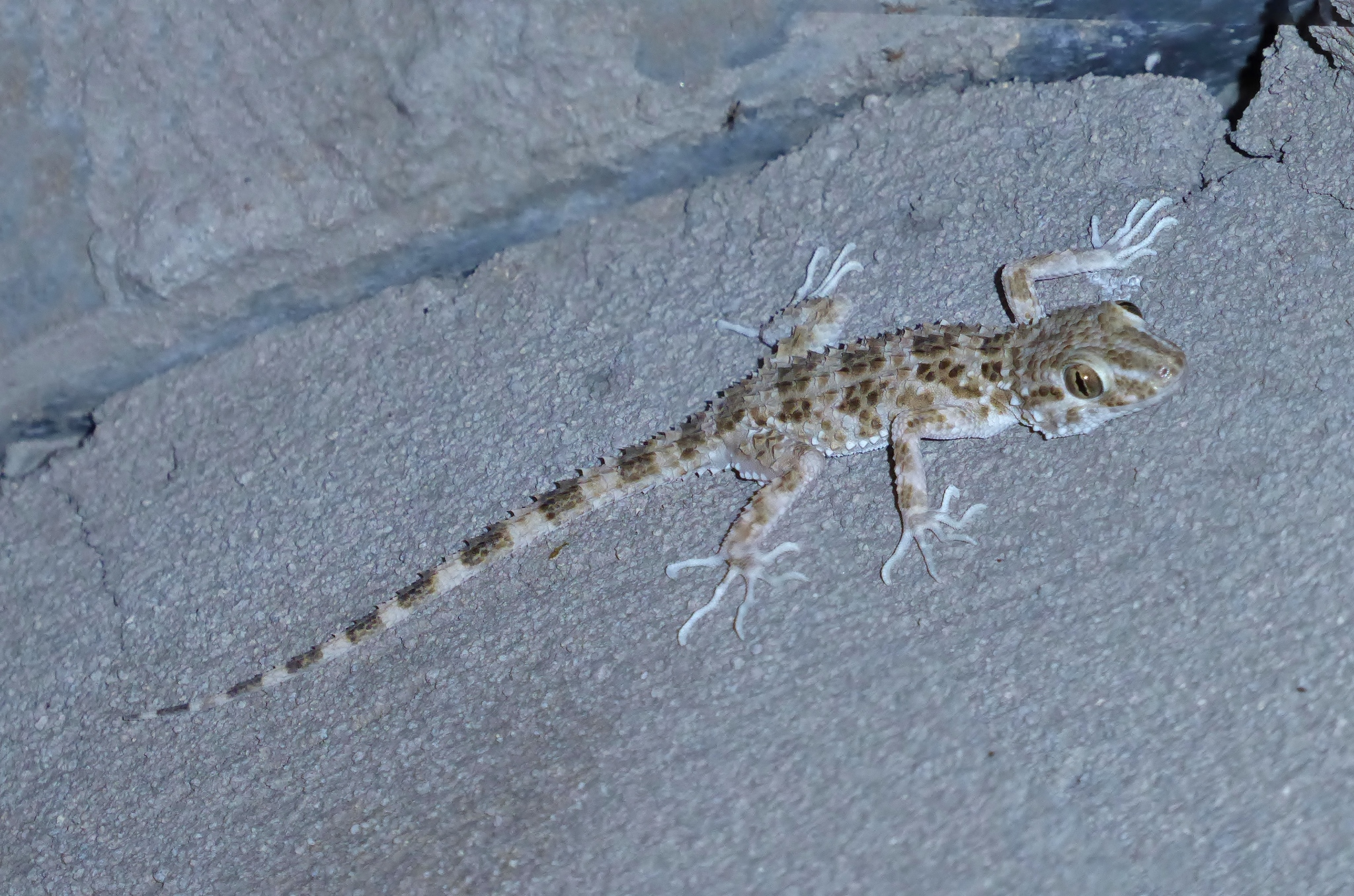
Tenuidactylus caspius

Tenuidactylus ist eine Gattung der Geckos mit 8 Arten.

## Merkmale

### Zehen
Die Zehen des Geckos sind schlank, mit fast gleich dicken Basalphalangen und einer allmählichen Verjüngung zur Spitze hin. Die Unterseite der Zehen ist mit einer Reihe von quer vergrößerten, flachen Lamellen bedeckt. Die zweite distale Phalanx jedes Zehs bildet einen Winkel mit dem proximalen Teil des Zehs.

### Schwanz
Der Schwanz des Geckos kann bei Gefahr abgeworfen werden. Zudem dient er oft als Fettspeicher. 

### Augen
Der Gecko besitzt große Augen mit vertikaler Pupille, oft mit gezackten Rändern. Bei ihr fehlen bewegliche Augenlider, was typisch für viele Geckoarten ist.

### Anatomie
Der Kopf ist etwas dreieckig und gut vom Hals abgesetzt. Die Stirnregion weist normalerweise keine oder nur eine schwach entwickelte Längsvertiefung auf. Die Anzahl der Schuppen über den Kopf beträgt in der Regel nicht mehr als 30.

## Verbreitung
Das Verbreitungsgebiet der Gattung liegt in Zentralasien. Im Osten reicht das Areal bis in die Mongolei und den Westen Chinas. Eine Art, der Kaspische Bogenfingergecko lebt im Westen seines Verbreitungsgebietes noch auf europäischem Boden. Der Turkestanische Bogenfingergecko wurde in die ukrainische Stadt Odessa eingeführt und lebt dadurch auch in Europa, jedoch nicht natürlich.

## Arten
Die Gattung enthält aktuell 8 Arten.
- Turkestanischer Bogenfingergecko (Tenuidactylus bogdanovi Nazarov & Poyarkov, 2013)
- Kaspischer Bogenfingergecko (Tenuidactylus caspius (Eichwald, 1831))
- Tenuidactylus dadunensis (Shi & Zhao, 2011)
- Tenuidactylus elongatus (Blanford, 1875)
- Tenuidactylus fedtschenkoi (Strauch, 1887)
- Tenuidactylus longipes (Nikolsky, 1896)
- Tenuidactylus turcmenicus (Szczerbak, 1978)
- Tenuidactylus voraginosus (Leviton & Anderson, 1984)